# Otid
Otid var en finlandssvensk tidskrift som utkom i Helsingfors 1977–1982.
Tidskiften var språkrör för en ung urban generation med ohejdad individualism som drivkraft. Bland medarbetarna fanns författarna Tom Sandqvist och Thomas Wulff. 